# Kasumi Ishikawa
Kasumi Ishikawa (石川 佳純 Ishikawa Kasumi) (nacida el 23 de febrero de 1993) es una jugadora japonesa de tenis de mesa. 
Tiene una hermana menor, Rira, que también es jugadora profesional de tenis de mesa, mientras que su madre, Kumi Ishikawa, es su entrenadora actual.

## Biografía
Su gran ambición siempre ha sido jugar en los Juegos Olímpicos. Este sueño comenzó cuando era una niña, y reveló después de graduarse de la escuela primaria de Hirakawa, en Yamaguchi. En su anuario escribió que su sueño era jugar en los Juegos Olímpicos. Ella, rápidamente, llamó la atención del público cuando se las arregló para derrotar a alumnos de escuelas secundarias, y también  estudiantes universitarios, en su primer campeonato de tenis de mesa, Todos Japón. Desde el año 2007, ha ganado los Campeonatos de Todo Japón - división femenina júnior - cuatro años consecutivos.
También fue apodada Ai-Chan II, en comparación con la también tenismesista Ai Fukuhara, quien también comenzó a jugar al tenis de mesa a una temprana edad.
Kasumi Ishikawa, además de japonés, habla chino mandarín, debido a que uno de sus entrenadores es de ese país. También afirma que espera aprender inglés en el futuro cercano.
Su gran talento para el tenis de mesa era debido, en gran parte, a sus padres, ambos exjugadores, que dieron a Ishikawa entrenamiento especial desde que era joven. Su madre, Kumi Ishikawa, había jugado a nivel nacional. En el otoño de su primer año de escuela primaria, un área de práctica especial fue construida en su casa fue para ayudarla en su entrenamiento. Después de graduarse de la escuela primaria, Ishikawa decidió vivir fuera de casa y dedicarse a jugar al tenis de mesa. Entró en la escuela secundaria de Shitennoji Habikigaoka, y luego la Escuela Secundaria Shitennoji, en Osaka. Ella practica con los jugadores de Todo Japón hasta altas horas de la noche, incluso los días festivos. Su estilo de ataque agresivo junto con su velocidad formidable se desarrollaron allí. Ella comenzó a trabajar hacia los Juegos Olímpicos y jugó en los torneos internacionales que representa a su club; ZEN-NOH, Japón 
Ella compitió en el Campeonato Mundial de Tenis de mesa 2009, logrando alcanzar los cuartos de final de la competición individual femenina. En 2011, ganó el título nacional individual a la edad de 17 años. Ella, rápidamente, ascendió en la clasificación mundial, lo que le permitió en los últimos años asegurar su lugar para competir en los Juegos Olímpicos de Londres 2012. Actualmente, está sexta en la clasificación mundial de las mujeres de la ITTF, pero ha logrado llegar, en su momento, a la cuarta ubicación.
Ella es ahora la mejor jugadora de tenis de mesa femenino de Japón, después de superar a Ai Fukuhara en el ranking mundial. Llegó a las semifinales del torneo individual de tenis de mesa disputado en los Juegos Olímpicos de Londres 2012, pero perdió ante la futura ganadora de la medalla de oro; Li Xiaoxia, de china. En el partido por la medalla de bronce, ella perdió frente a Feng Tianwei, de Singapur. Esta era su primera participación en unos Juegos Olímpicos y, a pesar de su corta edad de 19 años, ella terminó cuarta en la clasificación general. Ella es también la primera japonesa que ha llegado a las semifinales del torneo.
En las semifinas del evento en equipo, Kasumi ayudó a  Japón a superar a Singapur, tras derrotar a su oponente Wang Yuegu, en tres juegos consecutivos. En el tercer partido del doble, ella jugó con Sayaka Hirano y, ambas, lograron superar Wang Yuegu y Li Jiawei, en tres juegos consecutivos también. Sin embargo, Japón no logró vencer a China en la final, pero consiguieron, por primera vez en la historia, una medalla olímpica en tenis de mesa para Japón, en este caso, una medalla de plata.
Ella ganó el bronce con el equipo olímpico japonés en Río de Janeiro 2016, batiendo junto con Ai Fukuhara y Mima Ito, por su parte, al equipo de Singapur. Dichas victorias junto con la de Ai Fukuhara, que por su parte logró superar Feng Tianwei en el primer partido, llevaron a Japón a ganar la medalla de bronce.
También representó a Japón en el evento individual femenino, donde quedó eliminada del torneo después de sufrir un calambre en la pierna, perdiendo el partido 4-3 frente a Kim Song-i, que reprentaba a Corea del Norte, en un partido correspondiente a la tercera ronda.

## Ficha de carrera
Individuales
```
  * Copa Mundial: 2.ª (2015)
  * World Tour Grand Finals: 1.ª (2014).
  * Campeonatos asiáticos: QF (2012).
  * 
Juegos Olímpicos de Londres 2012
: 4.ª (2012).
  * World Tour winner (2): Abierto de Marruecos 2010, Abierto de Chile 2011.
  * World Tour Grand Finals: CF (2011).
  * Campeonatos mundiales: CF (2009).
  * Copa de Asia: 3.ª (2007).
```

Dobles femeninos
```
  * Campeonatos mundiales: ronda de 16 (2011).
  * Pro Tour winner (5): Abierto de Marruecos 2009; Alemania, Marruecos, Abierto de Hungría 2010; Abierto de Chile 2011.
  * Pro Tour Grand Finals: Subcampeona (2011).
  * Copa de Asia: SF (2010).
```

Dobles Mixtos
```
   * Campeonatos mundiales: 2.ª (2015).
   * Campeonatos mundiales: ronda de 16 (2011).
   * Juegos asiáticos: SF (2010).
   * Campeonato de Asia: CF (2009).
```

Equipos
```
   * Campeonatos mundiales: 2.ª (2014, 16), 3.ª (2008, 10).
   * Copa mundial de equipos: 2.ª (2011, 13); 3.ª (2009, 10, 15).
   * 
Tenis de mesa en los Juegos Olímpicos de Londres 2012 - Equipos femeninos
: 
Plata
 (2012).
   * 
Tenis de mesa equipos femeninos en los Juegos Olímpicos de Río de janeiro 2016 - Equipos femeninos
: 
Bronce
 (2016).
```